# Silvano Campeggi
Silvano Campeggi (ur. 23 stycznia 1923 we Florencji, zm. 28 sierpnia 2018 tamże) – włoski malarz.

## Życiorys
Silvano Campeggi uczęszczał do szkoły artystycznej w Porta Romana we Florencji. W czasie II wojny światowej na zlecenie amerykańskiego Czerwonego Krzyża namalował portrety amerykańskich żołnierzy. Po wojnie przeniósł się do Rzymu, tam wyprodukował plakat pt. Przeminęło z wiatrem dla amerykańskiej firmy Metro-Goldwyn-Mayer. W następnych latach zaprojektował i wyprodukował plakaty i reklamy dla ponad 3000 filmów, a także namalował portret Salvy D’Acquisty.

## Nagrody
- Fiorino D’Oro prestiżowa nagroda za osiągnięcia artystyczne.